# Гаварский государственный университет
Гаварский государственный университет (арм. Գավառի պետական համալսարան) — государственное некоммерческое учебное заведение Гаваре, Армения. Основан в 1993 году.
Университет обеспечивает две степени обучения — бакалавриат и магистратура. Обучение организуется согласно критериям кредитной системы ECTS (Европейская система перевода и накопления баллов).
Согласно Webometrics Ranking of World Universities, на 2023 год университет занимает 17 место в Армении и 19448 место в мире.
Факультеты
- филологический,
- естественных наук,
- гуманитарных наук,
- экономический
- факультет заочного обучения.

Эразмус Мундус
В рамках международной программы по обмену «Эразмус мундус» студенты университет сотрудничает со следующими университетами:
- Греческий технический университет имени Александра в Салониках,
- Университет Тушии в Италии,
- Римский университет Сапиенца в Италии
- Португальский университет Виана до Кастелло
- Университет Резекне в Латвии
- Университет в Суонси